# Abbaye de Hedingen
La Hedinger Kirche de Sigmaringen est une église catholique située dans le land de Bade-Wurtemberg, en Allemagne. 
Elle sert de nécropole aux membres de la maison de Hohenzollern-Sigmaringen et de leur parentèle.